# Accords internationaux de produits
Les Accords internationaux de produits de base sont des traités associant principalement les pays producteurs et les pays de consommateurs de matières premières, réunis pour chacun des marchés, avec pour objectif de les réguler, en s'imposant par exemple des cotisations à un stock régulateur, instrument technique permettant de stabiliser les prix.

## Histoire

### Genèse
La plupart des marchés de produits de base ont fait l'objet de tentatives d'accords internationaux organisés par les entreprises privées pour soutenir les cours mondiaux, dès le XIXe siècle, mais dans des conditions souvent opaques et limitées aux intérêts de leurs actionnaires, ce qui a généré des bulles spéculatives suivies de krachs, plus qu'une régulation des cours sur le long terme. C'est en particulier le cas du Corner sur le cuivre de 1887, tandis que la volatilité des cours de l'hévéa génère la fièvre du caoutchouc et une surproduction au Brésil.
Le 8 septembre 1930, un congrès international de fabricants créé à Anvers l'Office international des fabricants de chocolat et de cacao, organisation privée, basée à Bruxelles, qui rassemble les associations nationales de vingt-cinq pays, en majorité développés, ainsi que des fabricants individuels dans huit États.
Au Ghana britannique, le ministère de l'Alimentation établit en 1939 un contrôle gouvernemental sur le marché du cacao, confié en août 1940 au "West African Cocoa Control Board", chargé des transactions sur le cacao avec pour seul client anglais le ministère de l'alimentation. À la fin du conflit mondial, le système sera remplacé par un "Marketing Board" dont les agents seront les firmes négociantes. C'est l'une des premières tentatives visant à assurer un revenu garanti aux producteurs.
Le système de contrôle gouvernemental sera généralisé au Ghana dans les années 1945-1950, car la baisse de la production mondiale provoquée par diverses maladies des cacaoyers et la relance de la demande suscite quelques inquiétudes. De fait, le prix moyen du cacao qui était en 1932-1937 de 4,4 cents la livre atteint 40 cents en 1947.
La conclusion d'accords internationaux relatifs aux produits de base, tels qu'ils sont prévus au chapitre VI de la  Charte de La Havane de 1948. Ils ont été mis en place principalement à partir des années 1950, en utilisant une panoplie de politiques économiques agissant sur le fonctionnement naturel du marché, en particulier la technique du stock régulateur. Une douzaine de ces accords fonctionnera au début des années 1970.
Leur montée en puissance va de pair avec la prise de conscience de l'utilité du développement rural, qui va de pair avec la montée du patriotisme en Afrique coloniale. Les quinze années précédant l'indépendance de 1960 voient la Côte d'Ivoire atteindre le seuil de 300 000 tonnes, grâce à une nouvelle politique misant sur un meilleur réseau routier, pour favoriser les petits planteurs locaux, ainsi qu'aux efforts du syndicat des agriculteurs créé en 1944 par le futur président ivoirien, Félix Houphouët-Boigny, lui-même planteur.
Après l'indépendance, le choix du président Félix Houphouët-Boigny de privilégier le secteur primaire au secondaire va permettre au cacao de connaître un développement fulgurant : entre 1960 et 1970, les cultures de cacao triplent leur production atteignant 312 000 tonnes, celles de café augmentent de moitié, passant de 185 500 à 275 000 tonnes.
En 1962 est signé l'Accord international sur le café, pour une période de cinq, dont de nouvelles versions seront signées en 1968, 1976, 1983, 1994, 2001 et  2007.
La première conférence des Nations unies a lieu à la demande du Groupe d'étude du cacao de la FAO, du 26 septembre au 24 octobre 1963, pour étudier l'imposition de quotas de vente (variables) aux pays produisant plus de 10 000 tonnes  de cacao par an, sauf ceux produisant la meilleure qualité, la fixation d'un prix international et la création d'un fonds financé par les exportateurs pour 
aider les pays producteurs à supporter la charge des stocks qu'impliquait automatiquement le respect des quotas. Des profondes divergences sur le problème des prix et celui des quotas, empêchent d'aboutir. Toujours en 1963, 75 pays d’Afrique, d’Asie et d’Amérique latine, appellent au lancement d'un organisme destiné à aider les pays en développement à tirer le meilleur parti des possibilités de commerce, d’investissement et de développement qui s’offrent à eux, et à s’intégrer de façon équitable dans l’économie mondiale.
 La CNUCED voit ainsi le jour l'année suivante (en 1964).
La CNUCED constate alors que tous les produits de base connaissent des fluctuations de cours qui revêtent quelquefois une très grande amplitude, par exemple, des baisses de cours de l'ordre de 80 à 85 %, pour le sucre de 1964 à 1965 ou pour le soufre de 1969 à 1971.
En février 1972, la CNUCED se réunit à Santiago du Chili puis tient une réunion spéciale sur le thème du marché mondial du cacao en octobre 1972. Les deux conférences montrent une opposition de méthode entre les différents pays développés, divisés sur les voies que doit emprunter l'aide aux pays en voie de développement, en particulier sur la promotion de leurs exportations. Le groupe mené par les États-Unis veut une libération aussi poussée que possible des échanges, pour encourager la spécialisation internationale du travail alors que le groupe mené par la France, juge plus efficace des "organisations de marché", compte tenu des caractéristiques structurelles de l'offre et de la demande mondiales de matières premières.
La CNUCED a pourtant joué un rôle important dans la régulation des marchés de matières premières à "une époque où l’on essayait de bloquer l’instabilité des prix et des marchés en agissant sur leurs mécanismes, notamment par des accords internationaux de produits", qui ont permis de faire face à l'emballement des cours qui a suivi le premier choc pétrolier, et surtout le second, puis à la baisse des cours lors du contre-choc des années 1980. Mais l'apogée de ces accords internationaux sur les produits de base est située lors du  «Programme d'action relatif à l'instauration d'un nouvel ordre économique international  adopté le 1er mai 1974 à l'issue de la sixième session extraordinaire de l'Assemblée générale de l'ONU.
La Conférence de 1972 sur le cacao a, comme d'autres relatives aux produits de base, institutionnalisé la procédure du consensus, les scrutins restant exceptionnels. Le règlement intérieur fait l'obligation au Président de la Conférence de s'assurer, dans la conduite normale des débats, de l'opinion générale des membres de la Conférence au lieu de procéder à un vote proprement dit. 
C'est selon cette procédure du consensus que fut adopté sans vote le texte de l'Accord international sur le cacao de 1972. Un an après se produit le premier choc pétrolier. Les premiers succès obtenus par les pays producteurs de pétrole ont déplacé l'accent vers l'action unilatérale. Face aux difficultés et aux lenteurs de l'élaboration d'accords paritaires consommateurs-producteurs, ces derniers sont tentés d'imiter l'OPEP et de se passer du concours des pays consommateurs. Dès 1979 par exemple, l’État ivoirien tente un boycott du marché mondial afin d’enrayer la chute des prix du cacao.

### Les accords officiels internationaux de produits dans les années 1970
- Étain: l'accord le plus ancien, sous la forme d'une entente entre producteurs dans les années 1920, pour le contingentements des exportations, transformée en accord officiel conclu sur une base paritaire entre pays producteurs et pays consommateurs après la guerre 1939- 1945. Le premier de ces accords fonctionna à partir de janvier 1956, avec d'une part un stock régulateur, d'autre part des mesures en cas de surproduction ou de pénurie, pour intensifier la production ou au contraire répartir de façon prioritaire le métal disponible entre pays consommateurs.
- Café: l'Accord international sur le café vise au contingentement des exportations, fourchettes de prix révisées annuellement pour chaque type de café et fonds de diversification destiné à financer la reconversion des cultures en cas de très forte surproduction.
- Sucre: contingents à l'exportation fixés annuellement.
- Céréales:  prix minimum, au-dessous duquel les producteurs s'engageaient à ne pas exporter et financement par les pays riches d'exportations vers les pays pauvres de leurs surplus dans le cadre d'une convention d'aide alimentaire.
- Huile d'olive: information mutuelle sur l'évolution du marché et fonds permettant de financer des actions de promotion de la demande.
- Cacao: négocié à Genève en octobre 1972, basé sur le système des contingents d'exportations complété par l'action d'un stock régulateur.
- Poudre de lait: prix minimum à l'exportation, via un accord officiel dans le cadre du Gatt.
- Poudre de lait écrémé: prix minimum à l'exportation, via un accord officiel dans le cadre de l'OCDE
- Textiles de coton: autolimitation des exportations ou des importations au cas où celles-ci entraîneraient des perturbations sur les marchés des pays consommateurs.

L'ambition de ces accords est cependant moins importante qu'espérée par les pays producteurs, selon un observateur. En 1975, l'accord relatif à l'huile d'olive n'est qu'un accord de promotion, les accords sur le blé et sur le sucre sont prorogés pour assurer la continuité de la structure administrative et n'agissent plus sur les échanges, l'accord sur le café est en renégociation et pâtit du désaccord américano-brésilien, l'accord sur l'étain, si souvent donné en exemple, ne peut assurer une certaine stabilité des cours que parce que l'Administration américaine accepte volontairement de moduler ses ventes de stocks stratégiques

### Les accords officieux  de produits dans les années 1970
- Thé: contingentement des exportations et des mesures de stockage de la part des pays producteurs lorsque le prix descend au-dessous d'un prix minimum.
- Zinc: prix minimum et une réduction volontaire de l'offre par fermeture de fonderies de la part des principaux pays producteurs pour adapter la production à la demande attendue, via un accord de « prix-producteur » mis en place au cours des années 1969- 1970 par une entente entre producteurs privés.
- Jute: vente à l'intérieur d'une fourchette de prix et confrontation annuelle entre les principaux consommateurs et le Bangladesh, principal producteur, pour tenter d'harmoniser l'offre à la demande attendue.
- Sisal: mesures de contingentements à l'importation pour maintenir les prix au-dessus d'un prix minimum.